# Упоров Ігор Романович
Упоров Ігор Романович (нар. 30 серпня 1984, с. Залужне, Локачинський район, Волинська область, Українська РСР — пом. 28 червня 2014, с. Макарове, Станично-Луганський район, Луганська область, Україна) — український військовослужбовець, миротворець, старший солдат Збройних сил України.

## Біографія
Народився 30 серпня 1984 року в селі Залужне Локачинського району на Волині. Закінчив Замличівську загальноосвітню школу у сусідньому селі Замличі. Опісля навчався в ПТУ №3 м. Сокаля (на даний час — Сокальський професійний ліцей за професією “Кухар, бармен”.
Свого часу проходив службу у складі миротворчого контингенту в Косові. Мешкав із сім'єю у місті Володимирі-Волинському.
У зв'язку з російською збройною агресією проти України мобілізований на початку квітня 2014 року.
Старший солдат, командир бойової машини — командир відділення 51-ї окремої механізованої бригади, в/ч А2331, м. Володимир-Волинський.
28 червня під час бою поблизу села Макарове Станично-Луганського району перебував на БМП-2. В результаті обстрілу російськими терористами дістав поранення у живіт осколком, що рикошетом влучив під бронежилет, помер від втрати крові у вертольоті під час транспортування до шпиталю. Загинув герой під час оголошеного на фронті перемир'я, за кілька діб до народження своєї другої доньки.
Похований 2 липня на Федорівському кладовищі міста Володимир-Волинський, в місті було оголошено жалобу.
Залишились мати Тамара Полатівна у Луцьку, молодша сестра Мирослава, дружина Надія, старша 5-річна донька Юлія та новонароджена донька Віолетта, яку загиблий батько уже не побачив, — вона народилася в ніч після поховання. У жовтні 2015-го сім'я загиблого волинянина отримала квартиру у Володимирі-Волинському.

## Нагороди та звання
4 червня 2015 року — за особисту мужність і високий професіоналізм, виявлені у захисті державного суверенітету та територіальної цілісності України, вірність військовій присязі, відзначений — нагороджений орденом «За мужність» III ступеня (посмертно).
29 жовтня 2014 рішенням міської ради № 39/24 нагороджений відзнакою міської ради «За заслуги перед містом Володимир-Волинський» (посмертно).
24 квітня 2015 рішенням міської ради № 43/22 Ігорю Упорову разом із іншими загиблими в АТО військовослужбовцями, жителями Володимира-Волинського, присвоєне звання «Почесний громадянин міста Володимира-Волинського».

## Вшанування пам'яті
22 квітня 2015 у Слов'янському парку м. Володимира-Волинського була закладена Алея Слави. Студенти Володимир-Волинського агротехнічного коледжу висадили у парку 8 дубів у пам'ять про жителів міста, які загинули на сході України під час проведення антитерористичної операції — Василя Спасьонова, Віктора Хмелецького, Дмитра Головіна, Олександра Максименка, Михайла Ілляшука, Леоніда Полінкевича, Дмитра Колєснікова та Ігоря Упорова.
В липні 2015 у Володимирі-Волинському журналіст місцевої газети «Рідне місто» Тетяна Палаєвська організувала виставку світлин Ігора Упорова під назвою «Недоспівана пісня…» в Культурно-мистецькому центрі. До експозиції увійшли фотографії, які він зробив під час місії в Косові, на Донбасі та удома. Серед них світлина, яку Ігор зробив за дві години до загибелі — це «селфі» на БМП.
9 вересня 2015 рішенням Володимир-Волинської міської ради № 46/15 вулицю в житловому кварталі колишнього селища Газопроводу названо іменем Ігоря Упорова.
22 грудня 2015 у приміщенні Замличівської ЗОШ І-ІІІ ст. відкрито меморіальні дошки на честь випускників школи, які загинули у зоні АТО на сході України, — Ігоря Упорова та Григорія Савчука.
6 грудня 2021 року в ДПТНЗ “Сокальський професійний ліцей” освятили пам‘ятну дошку випускникам ліцею, які загинули в зоні АТО Ігорю Білику, Євгену Кунтому, Андрію Костенецькому та Ігорю Упорову.

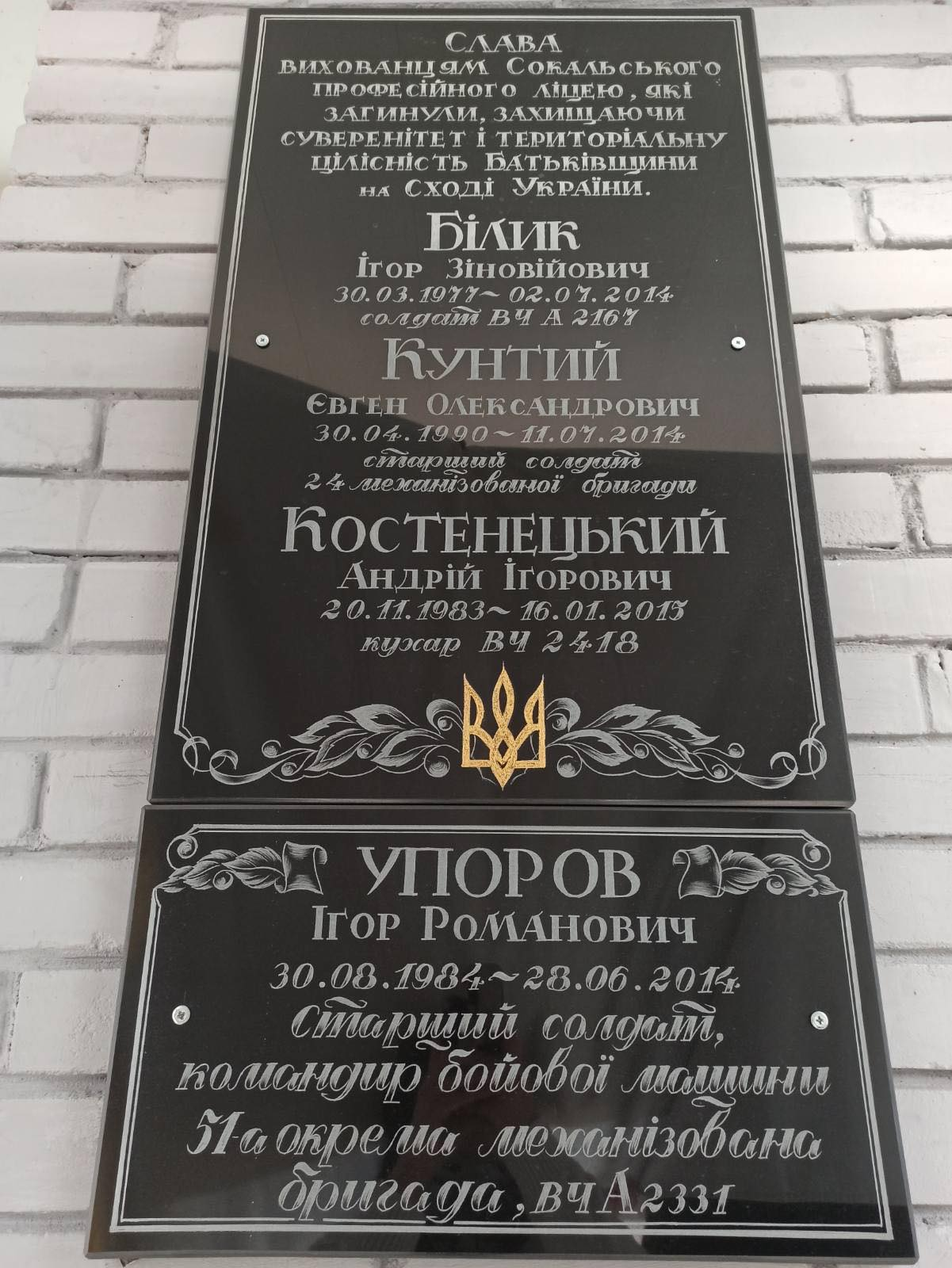
Меморіальна дошка у Сокальському професійному ліцеї